# Issa Kassim
Issa Kassim (21 dicembre 1975) è un ex calciatore keniota, di ruolo difensore.

## Carriera

### Club
Ha giocato dal 2002 al 2007 nella prima divisione keniota.

### Nazionale
Con la nazionale keniota ha partecipato alla Coppa d'Africa 2004.